# De wraak van de Indiaanse jongen
De wraak van de Indiaanse jongen is een volksverhaal uit Suriname.

## Het verhaal
Paira Oendepo verscheen in de Para en noemde zich Onone. Hij had zijn vrouw en zoontje bij zich en op een dag vangt hij een Indiaanse jongen als speelkameraadje voor de kleine Onone. Op een dag gaat Onone weer jagen en zijn vrouw zet alvast een pot op voor het Indianenvlees. Ze gaat rusten en de Indiaanse jongen moet op kleine Onone letten. Hij werpt kleine Onone in de kookpot en als Onone zijn buitgemaakte vlees in de pot doet, fluit hij naar zijn bloedhonden. De kleine Roodhuid is echter verdwenen en Onone en zijn vrouw verlaten het land.

## Achtergronden
- De vertellingen in Suriname staan in verband met de religie van verschillende bevolkingsgroepen. De Indianen, Creolen, Marrons, Hindoestanen, Javanen, Chinezen, Libanezen, Hollandse kolonistenen en Joden brachten elk eigen gebruiken en wezens mee naar het land. Niemand twijfelt aan hun bestaan en goede of kwade kracht. In Paramaribo, de Nederlandse invloed was daar groot, lijken de verhalen op gewone spookverhalen. Begraafplaatsen liggen daar midden in de stad. In het binnenland, de districten en plantages, liggen ze ver verwijderd van het dorp. In Suriname zijn verhalen bekend over de yorka (spook), leba (geest), bakru (geest), asema (vampier), didibri (draak) en andere wezens. De wezens worden soms met een ander wezen vergeleken (tussen haakjes), maar deze vergelijking is niet sluitend. Er worden in Suriname veel dingen versluierd, van officiële (Nederlandse, christelijke) zijde is altijd gestreden tegen het bijgeloof.
- Paira Oendepo komt ook voor in Monsters met de mond op de borst.